# Andrus Öövel

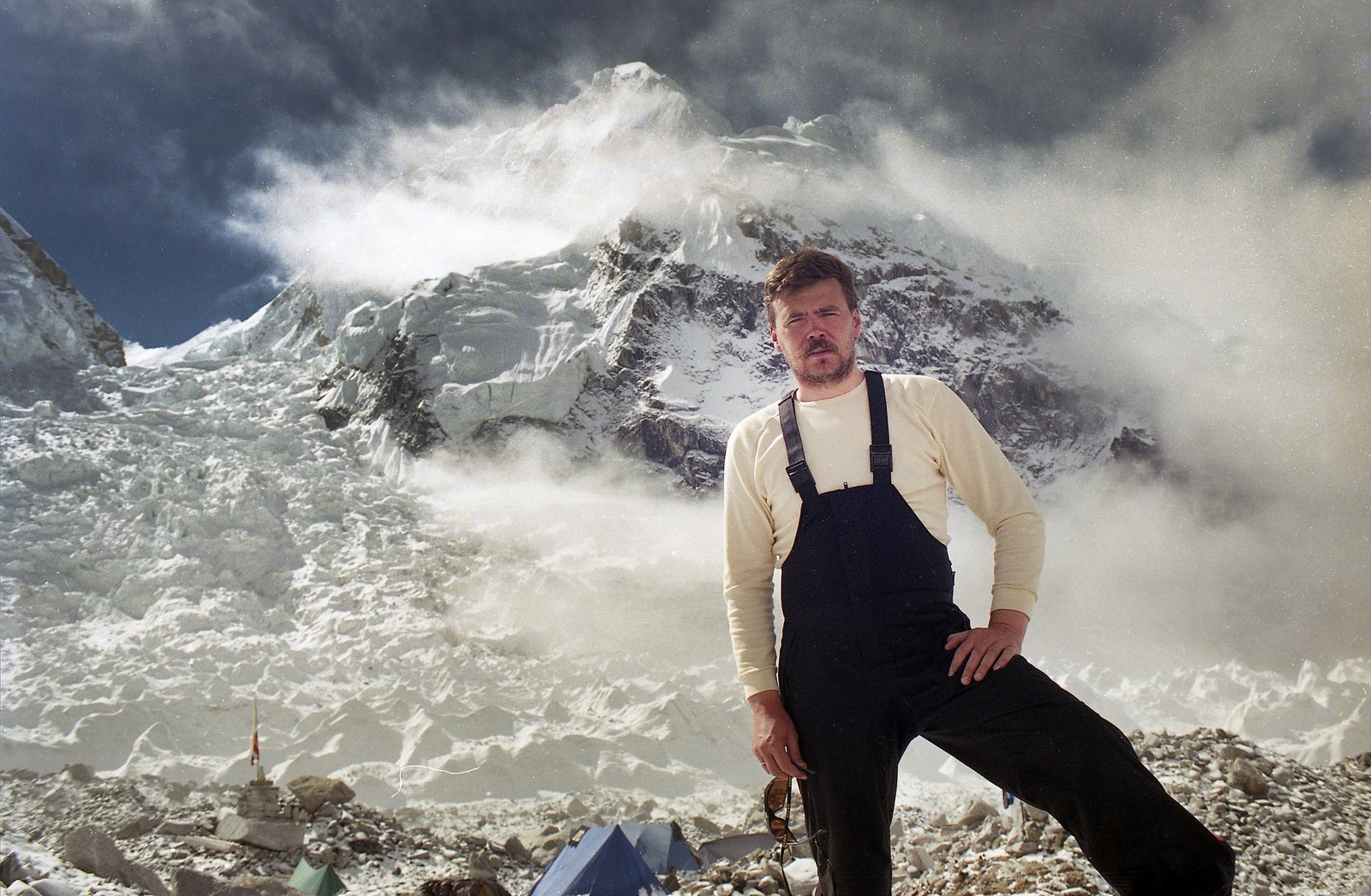
Andrus Öövel, 1998

Andrus Öövel (* 17. Oktober 1957 in Tallinn) ist ein estnischer Politiker.

## Leben und Politik
Andrus Öövel war von 1975 bis 1988 im Innenministerium der Estnischen SSR tätig. 1985 schloss er sein Studium der Rechtswissenschaft an der Staatlichen Universität Tartu (Tartu Riiklik Ülikool) ab.
1988/89 war Öövel Manager des Estnischen Olympiakomitees (Eesti Olümpiakomitee). 1990, kurz vor der Loslösung Estlands von der Sowjetunion, wurde er Stabschef der estnischen Heimwehr, Eesti Kodukaitse. Von 1990 bis 1993 war Öövel Direktor des neugegründeten estnischen Grenzschutzamts (Piirivalveamet). Aus politischen Gründen wurde er 1993 von Ministerpräsident Mart Laar entlassen.
1994 trat Öövel der 1991 von Tiit Vähi gegründeten Estnischen Koalitionspartei (Eesti Koonderakond) bei, deren Vorsitzender er 1999 wurde. Anfang 1995 wurde er als Abgeordneter in das estnische Parlament (Riigikogu) gewählt. Von April 1995 bis November 1995 war Öövel im Kabinett von Ministerpräsident Tiit Vähi Verteidigungsminister der Republik Estland. Er hatte dasselbe Amt im folgenden Kabinett Vähi von November 1995 bis März 1997 sowie anschließend im Kabinett von Ministerpräsident Mart Siimann von März 1997 bis März 1999 inne.
Nach seinem Ausscheiden aus der aktiven estnischen Politik ging Öövel als Berater in die Schweiz an das Geneva Centre for the Democratic Control of Armed Forces (DCAF).

## Privatleben
Andrus Öövel war mit der Estin Anu Öövel verheiratet. Er hat drei Söhne und eine Tochter. Andrus Öövel ist vielfacher estnischer Meister im Kanurennsport.